# Saint-Gelven
Saint-Gelven är en kommun i departementet Côtes-d'Armor i regionen Bretagne i nordvästra Frankrike. Kommunen ligger i kantonen Gouarec som tillhör arrondissementet Guingamp. År 2018 hade Saint-Gelven 324 invånare.

## Befolkningsutveckling
Antalet invånare i kommunen Saint-Gelven
Referens:INSEE